# Star Wars, épisode V : L'Empire contre-attaque (bande originale)
Albums de John Williams
1941
(1979) Les Aventuriers de l'arche perdue
(1981)
Bandes originales de Star Wars
Un nouvel espoir
(1977) Le Retour du Jedi
(1983)
La bande originale de Star Wars, épisode V : L'Empire contre-attaque a été composée par John Williams, et a été interprétée par le London Symphony Orchestra dirigé par John Williams lui-même.

## Listes des titres -Special Edition
| CD 1    | CD 1                                                                 | CD 1  | CD 1 | CD 1 | CD 1 | CD 1 | CD 1 | CD 1 | CD 1 |
| No      | Titre                                                                | Durée |      |      |      |      |      |      |      |
| ------- | -------------------------------------------------------------------- | ----- | ---- | ---- | ---- | ---- | ---- | ---- | ---- |
| 1.      | 20th Century Fox Fanfare                                             | 0:22  |      |      |      |      |      |      |      |
| 2.      | Main Title/The Ice Planet Hoth (Medley)                              | 8:08  |      |      |      |      |      |      |      |
| 3.      | The Wampa's Lair/Vision of Obi-Wan/Snowspeeders Take Flight (Medley) | 8:44  |      |      |      |      |      |      |      |
| 4.      | The Imperial Probe/Aboard the Executor (Medley)                      | 4:22  |      |      |      |      |      |      |      |
| 5.      | The Battle of Hoth (Medley)                                          | 14:48 |      |      |      |      |      |      |      |
| 6.      | The Asteroid Field                                                   | 4:15  |      |      |      |      |      |      |      |
| 7.      | Arrival on Dagobah                                                   | 4:52  |      |      |      |      |      |      |      |
| 8.      | Luke's Nocturnal Visitor                                             | 2:34  |      |      |      |      |      |      |      |
| 9.      | Han Solo and the Princess                                            | 3:26  |      |      |      |      |      |      |      |
| 10.     | Jedi Master Revealed/Mynock Cave (Medley)                            | 5:43  |      |      |      |      |      |      |      |
| 11.     | The Training of a Jedi Knight/The Magic Tree (Medley)                | 5:16  |      |      |      |      |      |      |      |
| 1:02:41 |                                                                      |       |      |      |      |      |      |      |      |

| CD 2    | CD 2                                                              | CD 2  | CD 2 | CD 2 | CD 2 | CD 2 | CD 2 | CD 2 | CD 2 |
| No      | Titre                                                             | Durée |      |      |      |      |      |      |      |
| ------- | ----------------------------------------------------------------- | ----- | ---- | ---- | ---- | ---- | ---- | ---- | ---- |
| 1.      | The Imperial March (Darth Vader's Theme)                          | 3:03  |      |      |      |      |      |      |      |
| 2.      | Yoda's Theme                                                      | 3:30  |      |      |      |      |      |      |      |
| 3.      | Attacking a Star Destroyer                                        | 3:04  |      |      |      |      |      |      |      |
| 4.      | Yoda and the Force                                                | 4:02  |      |      |      |      |      |      |      |
| 5.      | Imperial Starfleet Deployed/City in the Clouds (Medley)           | 6:03  |      |      |      |      |      |      |      |
| 6.      | Lando's Palace                                                    | 3:53  |      |      |      |      |      |      |      |
| 7.      | Betrayal at Bespin                                                | 3:46  |      |      |      |      |      |      |      |
| 8.      | Deal with Dark Lord                                               | 2:36  |      |      |      |      |      |      |      |
| 9.      | Carbon Freeze/Darth Vader's Trap /Departure of Boba Fett (Medley) | 11:50 |      |      |      |      |      |      |      |
| 10.     | The Clash of Lightsabers                                          | 4:17  |      |      |      |      |      |      |      |
| 11.     | Rescue from Cloud City/Hyperspace (Medley)                        | 9:08  |      |      |      |      |      |      |      |
| 12.     | The Rebel Fleet/End Title (Medley)                                | 6:27  |      |      |      |      |      |      |      |
| 1:01:42 |                                                                   |       |      |      |      |      |      |      |      |

## Récompenses et nominations
- British Academy Film Award de la meilleure musique de film
- Grammy Awards de la meilleure musique de film
- nomination à l'Oscar de la meilleure musique de film
- nomination au Golden Globe de la meilleure musique de film
- nomination au Saturn Award de la meilleure musique
- nomination au Grammy Awards de la meilleure performance instrumentale

L'album Star Wars: The Empire Strikes Back (Original Motion Picture Soundtrack) a été certifié disque d'or (500 000 unités vendues).